# Symphysa adelalis
Symphysa adelalis là một loài bướm đêm trong họ Crambidae.